# U.S. Route 95 (Arizona)
La U.S. Route 95 o Ruta Federal 95 (abreviada US 95) es una autopista federal ubicada en el estado de Arizona. La autopista inicia en el sur desde la Frontera de México hacia el norte en la I 10     en Quartzsite. La autopista tiene una longitud de 198,2 km (123.16 mi).

## Mantenimiento
Al igual que las carreteras estatales, las carreteras interestatales, y el resto de rutas federales, la U.S. Route 95 es administrada y mantenida por el Departamento de Transporte de Arizona por sus siglas en inglés ADOT.

## Cruces
La U.S. Route 95 es atravesada principalmente por la  I 8     en Yuma.